# Andrew Hjulsager
Andrew Hjulsager (Amager, 15 gennaio 1995) è un calciatore danese, centrocampista del Vejle.

## Caratteristiche tecniche
È un centrocampista centrale.

## Carriera

### Club
Cresciuto nelle giovanili del Brøndby, debutta in prima squadra il 21 luglio 2013 nel corso di un match pareggiato 1-1 contro il Vestsjælland.
Nel mercato invernale del 2017 viene ceduto al Celta Vigo. Nel gennaio 2018 viene prestato fino al termine della stagione al Granada, in seconda divisione spagnola, dove colleziona 6 presenze.
Il 12 luglio 2019 viene acquistato dalla squadra belga dell'Ostenda per 500.000 euro. Il Celta Vigo si riserva comunque il diritto di una percentuale su una futura rivendita del giocatore.

### Nazionale
Ha giocato nelle nazionali giovanili danesi Under-16, Under-17, Under-19, Under-20 ed Under-21.

## Statistiche

### Presenze e reti nei club
Statistiche aggiornate al 30 giugno 2018.
| Stagione        | Squadra         | Campionato      | Campionato | Campionato | Coppe nazionali | Coppe nazionali | Coppe nazionali | Coppe continentali | Coppe continentali | Coppe continentali | Altre coppe | Altre coppe | Altre coppe | Totale | Totale |
| Stagione        | Squadra         | Comp            | Pres       | Reti       | Comp            | Pres            | Reti            | Comp               | Pres               | Reti               | Comp        | Pres        | Reti        | Pres   | Reti   |
| --------------- | --------------- | --------------- | ---------- | ---------- | --------------- | --------------- | --------------- | ------------------ | ------------------ | ------------------ | ----------- | ----------- | ----------- | ------ | ------ |
| 2013-2014       | Brøndby         | SL              | 22         | 4          | CD              | 1               | 0               | -                  | -                  | -                  | -           | -           | -           | 23     | 4      |
| 2014-2015       | Brøndby         | SL              | 20         | 4          | CD              | 1               | 0               | UEL                | 0                  | 0                  | -           | -           | -           | 21     | 4      |
| 2015-2016       | Brøndby         | SL              | 19         | 1          | CD              | 2               | 1               | UEL                | 6                  | 0                  | -           | -           | -           | 27     | 2      |
| 2016-gen. 2017  | Brøndby         | SL              | 19         | 7          | CD              | 0               | 0               | UEL                | 8                  | 1                  | -           | -           | -           | 27     | 8      |
| Totale Brøndby  | Totale Brøndby  | Totale Brøndby  | 80         | 16         |                 | 4               | 1               |                    | 14                 | 1                  |             | -           | -           | 98     | 18     |
| gen.-giu. 2017  | Celta Vigo      | PD              | 7          | 1          | CR              | 0               | 0               | UEL                | 0                  | 0                  | -           | -           | -           | 7      | 1      |
| 2017-gen. 2018  | Celta Vigo      | PD              | 2          | 0          | CR              | 2               | 0               | -                  | -                  | -                  | -           | -           | -           | 4      | 0      |
| gen.-giu. 2018  | Granada         | SD              | 6          | 0          | CR              | -               | -               | -                  | -                  | -                  | -           | -           | -           | 6      | 0      |
| 2018-2019       | Celta Vigo      | PD              | 15         | 0          | CR              | 2               | 0               | -                  | -                  | -                  | -           | -           | -           | 17     | 0      |
| Totale Celta    | Totale Celta    | Totale Celta    | 24         | 1          |                 | 4               | 0               |                    | 0                  | 0                  |             | -           | -           | 28     | 1      |
| 2019-2020       | Ostenda         | D1              | 19         | 2          | CB              | 1               | 0               | -                  | -                  | -                  | -           | -           | -           | 20     | 2      |
| 2020-2021       | Ostenda         | D1              | 37         | 6          | CB              | 2               | 1               | -                  | -                  | -                  | -           | -           | -           | 39     | 7      |
| Totale Ostenda  | Totale Ostenda  | Totale Ostenda  | 56         | 8          |                 | 3               | 1               |                    | -                  | -                  |             | -           | -           | 59     | 9      |
| 2021-2022       | Gent            | D1              | 21         | 2          | CB              | 4               | 0               | UECL               | 7                  | 0                  | -           | -           | -           | 32     | 2      |
| Totale carriera | Totale carriera | Totale carriera | 187        | 27         |                 | 15              | 2               |                    | 21                 | 1                  |             | -           | -           | 223    | 30     |

## Palmarès

### Club

#### Competizioni nazionali
- Coppa del Belgio: 1

Gent: 2021-2022